# Atrichopogon incultus
Atrichopogon incultus är en tvåvingeart som beskrevs av Ewen och Saunders 1958. Atrichopogon incultus ingår i släktet Atrichopogon och familjen svidknott.
Artens utbredningsområde är Costa Rica. Inga underarter finns listade i Catalogue of Life.